# Opius citlus
Opius citlus är en stekelart som beskrevs av Fischer 1983. Opius citlus ingår i släktet Opius och familjen bracksteklar. Inga underarter finns listade i Catalogue of Life.